# 台灣電視劇列表
以下列出台灣各家電視台歷年來曾播出、或正在播出的戲劇節目。

## 現正播出中與即將接檔戲劇
以下表格列出台灣當地播出中與即將播出之台灣電視劇
| 每週一凌晨一點十五至兩點十五播出           | 民視無線台      | 台灣傳奇                                                                                                  | 2025年8月25日                         |                            |                        |
| 每週一至週日下午五點至晚間六點半播出       | 大愛二台        | 先生娘 | 2025年8月24日                         | 2025年9月4日               | 迎風而立               |
| 每週一至週日晚間十點至十二點播出           | 民視第一台      | 大時代 | 2025年8月14日                         |                            |                        |
| 每週二至週六凌晨四點播出                   | 華視主頻        | 超級拍檔                                                                                                  | 2025年8月12日                         | 2025年月日                 | [[]]                   |
| 每週一至週五上午八點半點至九點播出         | 民視第一台      | 嫁妝 | 2023年月日                            |                            |                        |
| 每週一至週五上午九點播出                   | 台視主頻        | 神機妙算劉伯溫-怒犯天條 神機妙算劉伯溫-皇城龍虎鬥 神機妙算劉伯溫-東女國（女兒國） 神機妙算劉伯溫-南巫里國 | 2025年6月18日 2025年10月日 2026年月日 | 2027年月日                 |                        |
| 每週一至週五上午九點播出                   | 八大綜合台      | 終極一班4                                                                                                 | 2025年6月24日                         | 2025年月日                 | [[]]                   |
| 每週一至週五上午十點至十點五十分播出       | 大愛一台        | 殷緣天成                                                                                                  | 2025年8月5日                          | 2025年9月2日               | 黃金大天團             |
| 每週一至週五上午十一點播出                 | 台視主頻        | 孤戀花 | 2025年7月16日                         | 2025年9月日                | [[]]                   |
| 每週一至週五下午一點播出                   | 公視台語台      | 阿不拉的三個女人                                                                                          | 2025年7月4日                          | 2025年月日                 | [[]]                   |
| 每週一至週五下午兩點播出                   | 公視            | 牛車來去                                                                                                  | 2025年8月12日                         | 2025年9月2日               | 起鼓·出獅              |
| 每週一至週五下午三點播出                   | 公視            | [[]] |                                       | 2025年9月3日               | 8號公園                |
| 每週一至週五下午一點至三點播出             | 台視綜合台      | 加油喜事-守住愛情 加油喜事-相信愛情                                                                       | 2025年7月29日 2025年8月26日           | 2025年9月18日              | [[]]                   |
| 每週一至週五下午一點五十分至三點五十分播出 | 民視第一台      | 長男的媳婦                                                                                                | 2025年8月14日                         |                            |                        |
| 每週一至週五下午四點至五點播出             | TVBS歡樂台      | 小娘惹之翡翠山                                                                                            | 2025年7月21日                         | 2025年9月1日               | [[]]                   |
| 每週一至週五下午四點五十五至五點五十五播出 | 民視第一台      | 春花望露                                                                                                  | 2023年月日                            |                            |                        |
| 每週一至週五下午五點播出                   | 三立台灣台      | 一家人 | 2024年12月日                          |                            |                        |
| 每週一至週四下午五點播出                   | 三立都會台      | 一千個晚安                                                                                                | 2025年8月21日                         | 2025年月日                 |                        |
| 每週一至週五晚間六點播出                   | 民視無線台      | 新兵日記                                                                                                  | 2025年7月28日                         | 2025年月日                 | [[]]                   |
| 每週一至週五晚間六點播出                   | 公視台語台      | 艋舺的女人                                                                                                | 2025年8月20日                         | 2025年月日                 | [[]]                   |
| 每週一至週五晚間六點播出                   | 緯來戲劇台      | 寶島西米樂 寶島西米樂 傳承                                                                                | 2025年6月23日2025年8月29日            |                            |                        |
| 每週一至週五晚間七點播出                   | 緯來綜合台      | 天下第一招                                                                                                | 2025年8月22日                         | 2025年10月日               | [[]]                   |
| 每週一至週五晚間七點播出                   | 三立台灣台      | 天知道 | 2025年8月4日                          | 2025年月日                 |                        |
| 每週一至週五晚間六點至八點播出             | 台視綜合台      | 流氓教授                                                                                                  | 2025年7月18日                         | 2025年9月2日               | [[]]                   |
| 每週一至週五晚間八點播出                   | 民視無線台      | 好運來 | 2024年12月24日                        |                            |                        |
| 每週一至週五晚間八點播出                   | 台視主頻        | 寶島西米樂 傳承                                                                                           | 2025年8月11日                         |                            |                        |
| 每週一至週五晚間八點播出                   | 大愛一台        | [[]] |                                       | 2025年9月8日2025年10月23日 | 日日好食光接住流星的人 |
| 每週一至週五晚間八點播出                   | 中視主頻        | 我和我的鋼四壁                                                                                            | 2025年8月14日                         | 2025年月日                 | [[]]                   |
| 每週一至週五晚間八點播出                   | 華視主頻        | 小娘惹之翡翠山                                                                                            | 2025年8月4日                          | 2025年月日                 | [[]]                   |
| 每週一至週五晚間八點播出                   | 八大綜合台      | 化外之醫                                                                                                  | 2025年8月8日                          | 2025年8月26日              | 拜六禮拜               |
| 每週一至週五晚間八點播出                   | 三立台灣台      | 百味人生                                                                                                  | 2025年8月20日                         |                            |                        |
| 每週一至週五晚間八點播出                   | 三立都會台      | 月村歡迎你                                                                                                | 2025年8月7日                          | 2025年月日                 | [[]]                   |
| 每週一至週五晚間十點播出                   | 台視主頻        | 美麗人生 壯志高飛                                                                                         | 2025年2月4日                          | 2025年月日                 |                        |
| 每週一至週三晚間十點播出                   | 華視主頻        | [[]] | 2025年月日                            | 2025年月日                 | [[]]                   |
| 每週五晚間十點播出                         | 三立台灣台      | 阿榮與阿玉                                                                                                | 2025年7月11日                         |                            |                        |
| 每週五晚間十點播出                         | 三立都會台      | 星空下的黑潮島嶼                                                                                          | 2025年8月15日                         | 2025年8月15日              | [[]]                   |
| 每週五晚間十一點播出                       | 三立都會台      | 不良執念清除師                                                                                            | 2025年8月15日                         | 2025年月日                 | [[]]                   |
| 每週六週日上午九點至十點播出               | 台視綜合台      | 生命捕手                                                                                                  | 2025年8月23日                         | 2025年10月日               | [[]]                   |
| 每週六週日下午播出                         | 民視無線台      | 好運來 - 精華版                                                                                           | 2024年12月28日                        |                            |                        |
| 每週六週日下午播出                         | 台視主頻        | 寶島西米樂 傳承                                                                                           | 2025年8月16日                         |                            |                        |
| 每週六週日下午播出                         | 三立台灣台      | 百味人生 - 精華版                                                                                         | 2025年8月23日                         |                            |                        |
| 每週六週日晚間六點至八點播出               | 緯來戲劇台      | 阿叔 | 2025年7月12日                         | 2025年月日                 | [[]]                   |
| 每週六上午十點至十二點播出                 | 台視綜合台      | 向前走向愛走                                                                                              | 2025年5月31日                         | 2025年月日                 | [[]]                   |
| 每週六上午十一點至下午兩點點播出           | 緯來戲劇台      | 寶島西米樂 寶島西米樂 傳承                                                                                | 2025年6月28日2025年8月30日            |                            |                        |
| 每週六晚間播出                             | 民視無線台      | 苦力 | 2025年1月25日                         | 2025年8月30日              | [[]]                   |
| 每週六晚間播出                             | 公視            | 零日攻擊                                                                                                  | 2025年8月2日                          | 2025年10月11日             | [[]]                   |
| 每週六晚間播出                             | 公視            | 不夠善良的我們                                                                                            | 2025年8月2日                          | 2025年9月27日              | [[]]                   |
| 每週六晚間播出                             | 東森戲劇台      | 阿榮與阿玉                                                                                                | 2025年6月28日                         | 2026年月日                 | [[]]                   |
| 每週六晚間播出                             | 八大戲劇台      | 台北女子圖鑑                                                                                              | 2025年8月23日                         | 2025年月日                 | [[]]                   |
| 每週六晚間播出                             | AXN             | 八尺門的辯護人                                                                                            | 2025年8月2日                          | 2025年月日                 | [[]]                   |
| 每週日上午十點半至十一點點播出             | 三立台灣台      | 含笑食堂                                                                                                  | 2024年月日                            | 2025年12月7日              | [[]]                   |
| 每週日上午十一點至下午一點播出             | 緯來戲劇台      | 寶島西米樂 寶島西米樂 傳承                                                                                | 2025年6月29日2025年8月31日            |                            |                        |
| 每週日晚間六點至八點播出                   | 台視綜合台      | 半熟戀人                                                                                                  | 2025年8月10日                         | 2025年月日                 | [[]]                   |
| 每週日晚間播出                             | 民視無線台      | 零日攻擊                                                                                                  | 2025年8月24日                         | 2025年11月2日              | [[]]                   |
| 每週日晚間播出                             | 華視主頻        | 人生清理員                                                                                                | 2025年8月10日                         | 2025年10月12日             | [[]]                   |
| 每週日晚間播出                             | 公視台語台      | 城市情歌                                                                                                  | 2025年8月10日                         | 2025年月日                 | [[]]                   |
| 每週日晚間播出                             | 三立都會台      | 靈魂約定                                                                                                  | 2025年6月29日                         | 2025年8月日                |                        |
| 每週日晚間播出                             | 東森戲劇台      | 因為你如此耀眼                                                                                            | 2025年7月13日                         | 2025年月日                 | [[]]                   |
| 每週日晚間播出                             | 八大戲劇台      | 台北女子圖鑑                                                                                              | 2025年8月17日                         | 2025年月日                 | [[]]                   |
| 每週日晚間播出                             | TVBS歡樂台      | |                                       | 2025年10月19日             | 舊金山美容院           |
| 每週日晚間播出                             | CATCHPLAY電影台 | 做工的人                                                                                                  | 2025年8月17日                         | 2025年9月日                | [[]]                   |

## 東風衛視
- 八號風球的愛戀

## 衛視中文台
- 第8號當舖
- 阿薩布魯1號
- 驚異傳奇
- 天使情人
- 黑糖瑪奇朵
- 愛情兩好三壞
- 原來我不帥
- 黑糖群俠傳
- 翻糖花園
- K歌情人夢
- 沒有名字的甜點店
- 幸福街第3號出口

## 緯來綜合台
- 我的兒子是老大
- Q狼特勤組

## 富士電視台
- 來來殭屍（1988年殭屍片在日本引發話題，日方出資請金格影藝有限公司拍攝的電視影集；台灣未播出）

## 改編翻拍
依時間撥映排序
臺灣漫畫改編的台劇
- 葉宏甲漫畫：諸葛四郎→四郎與真平
- 朱德庸漫畫：澀女郎
- 阮光民漫畫：東華春理髮廳

日本（韓國）漫畫改編的台劇
- 神尾葉子漫畫：流星花園→流星花園 (台灣電視劇)
- 上田美和漫畫：蜜桃女孩
- 鈴木由美子漫畫：醜女大翻身
- 吉住涉漫畫：→橘子醬男孩
- 森永愛漫畫：貧窮貴公子→貧窮貴公子
- 一条由香莉漫畫：烈愛傷痕
- 原秀則漫畫：來我家吧
- 石塚夢見、大石けんいち漫畫：Hi 上班女郎
- 槙村怜漫畫：世紀愛情夢幻、美味關係→美味關係 (台灣電視劇)
- 吉村明美漫畫：薔薇之戀
- 窪之內英策漫畫：單身宿舍連環泡、流氓蛋糕店→流氓蛋糕店 (台灣電視劇)
- 惣領冬實漫畫：戰神 (電視劇)
- 高梨三葉漫畫：惡魔在身邊
- 多田薰漫畫：淘氣小親親→惡作劇之吻、惡作劇2吻、惡作劇之吻 (2016年)
- 北川美幸漫畫：東京茱麗葉→東方茱麗葉
- 中條比紗也漫畫：偷偷愛著你→花樣少年少女 (2006年電視劇)
- 河成賢漫畫：Queen's→至尊玻璃鞋
- 谷地惠美子漫畫：美好的夏天→熱情仲夏
- 藤田和子漫畫：公主小妹→公主小妹 (電視劇)
- 羽海野千花漫畫：→蜂蜜幸運草 (台灣電視劇)
- 藤田和子漫畫：桃花小妹 (漫畫)→桃花小妹 (電視劇)
- 七路眺漫畫：→愛似百匯 (電視劇)
- 畑健二郎漫畫：→旋風管家 (電視劇)
- 仲村佳樹漫畫：SKIP BEAT！華麗的挑戰→華麗的挑戰 (電視劇)
- 渡瀨悠宇漫畫：→絕對達令 (台灣電視劇)
- 柴門文漫畫：愛情白皮書→愛情白皮書 (2002年電視劇)→愛情白皮書 (2019年電視劇)

臺灣小說改編的台劇
- 瓊瑤小說：庭院深深、煙雨濛濛→煙雨濛濛 (台灣電視劇)、情深深雨濛濛、幾度夕陽紅、六個夢→婉君、啞妻、三朵花、青青河邊草、梅花三弄 (小說)→梅花烙、鬼丈夫、水雲間、新月格格、還珠格格
- 廖風德小說：隔壁親家→親戚不計較
- 王藍小說：藍與黑
- 李昂小說：殺夫
- 杜修蘭小說：逆女
- 汪笨湖小說：草地狀元 (小說)→草地狀元 (電視劇)
- 華嚴小說：花開花落
- 李喬小說：寒夜三部曲→寒夜、寒夜續曲
- 陳文玲小說：多桑與紅玫瑰
- 吳豐秋小說：後山日先照
- 廖輝英小說：負君千行淚
- 鄧相揚小說：風中緋櫻
- 白先勇小說：孽子→孽子 (電視劇)
- 汪笨湖構思、馬琇芬執筆小說：台灣豪門爭霸記→舊情綿綿 (電視劇)
- 東方白小說：浪淘沙→浪淘沙 (電視劇)
- 黃願小說：那一天，那一夜→剪刀石頭布 (電視劇)
- 侯文詠小說：危險心靈→危險心靈 (電視劇)、白色巨塔 (台灣小說)→白色巨塔 (2006年電視劇)
- 洛心小說：小雛菊→鬥魚 (電視劇)
- 鍾肇政小說：魯冰花 (小說)→魯冰花 (電視劇)
- Lowes小說：原來我不帥
- 席絹小說：珠玉在側→敲敲愛上你
- 袁哲生小說：倪亞達
- 單飛雪小說：王的戀歌→美樂。加油
- 李中小說：惡男日記 (電視劇)
- 九把刀小說：媽，親一下！
- 鍾文音小說：在河左岸
- 陳玉慧小說：徵婚啟事→徵婚啟事 (電視劇)
- 白先勇小說：臺北人→一把青
- 謝里法小說：紫色大稻埕

其他小說改編的台劇
- 深雪小說：第8號當舖
- 明曉溪小說：泡沫之夏

其他書籍改編的台劇
- 幾米繪本：地下鐵 (電視劇)
- 紀寶如自傳：愛，逆轉勝→珍珠人生

以下以劇本為表示
翻拍自其他國家電視劇的台劇
- 高須光聖：老闆靠邊站→明日英雄
- 李熙明：明朗少女成功記→陽光天使
- 龍居由佳里：星之金幣→白色之戀 (台灣)
- 洪貞恩、洪美蘭：原來是美男→原來是美男 (台灣電視劇)
- 吳善馨、鄭道允：童顏美女→必勝練習生

被翻拍的台劇
- 簡遠信：長男的媳婦→真愛之百萬新娘→百萬新娘之愛無悔
- 懷玉公主→刁蠻公主
- 中條比紗也漫畫：偷偷愛著你→花樣少年少女 (2006年電視劇)→致美麗的你
- 花月正春風→艋舺燿輝
- 初盈、周家楹：王子變青蛙→愛情睡醒了
- 林齡齡等：天下父母心→夏家三千金
- 李順慈：太陽花 (電視劇)→愛可以重來
- 錢來也
- 林久愉等：家和萬事興 (2010年電視劇)→金玉滿堂 (中國電視劇)
- 林久愉等：天下第一味→爱情自有天意
- 瓊瑤小說：還珠格格→還珠格格 (2011年電視劇)
- 今夜相思雨→陶之戀
- 陳玉珊等：敗犬女王→魔女的戀愛
- 周平之等：命中注定我愛你 (台灣電視劇)→命中注定我愛你 (韓國電視劇)
- 徐譽庭等：我可能不會愛你→愛你的時間、愛情進化論
- 林齡齡、陳曉冰：天地有情→爱的階梯
- 陳東漢等：終極三國→終極三國 (2017年網絡劇)
- 明曉溪小說：泡沫之夏→泡沫之夏

電影改編的台劇
- 徐克等：新龍門客棧→新龍門客棧 (電視劇)、飛越·龍門客棧
- 艋舺的女人→春子與秀緞、艋舺的女人
- 黃淑筠、陳怡如、黃朝亮：夏天協奏曲→戀夏38℃
- 飛行少年
- 趙成希：狼少年→狼王子